# Axel Hedenlund (politiker)

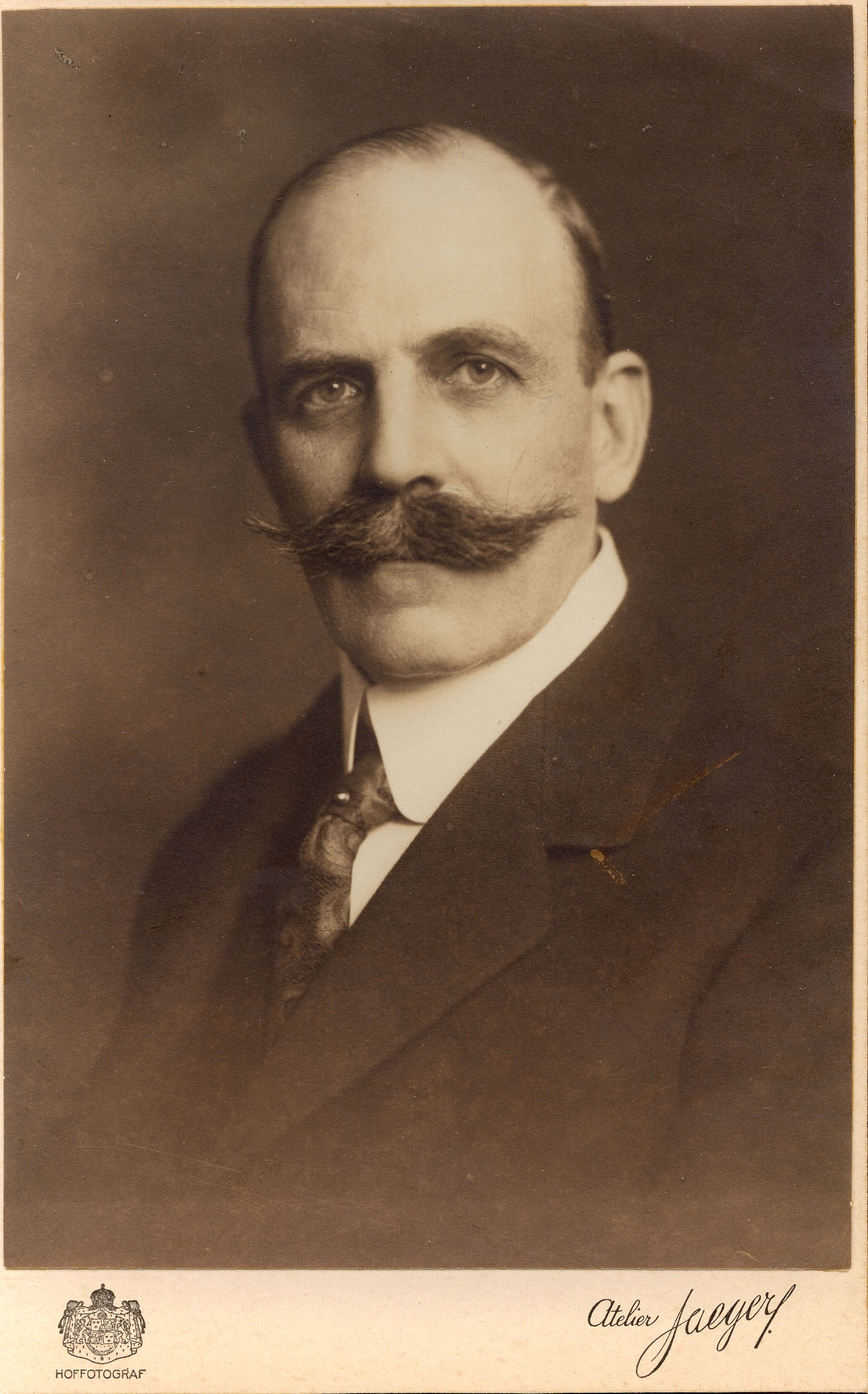
Axel Hedenlund.

Lars Axel Hedenlund (i riksdagen kallad Hedenlund i Borås, senare Hedenlund i Stockholm), född 24 april 1859 i Borås församling, Älvsborgs län, död 23 augusti 1948 i Engelbrekts församling, Stockholms stad, var en svensk bankdirektör och riksdagsman. Han var ägare av Rosendala i Borås från 1893.

## Biografi
Hedenlund var son till handlanden Andreas Hedenlund och Vilhelmina Ekman. Han tog examen från tekniska elementarskolan i Borås 1876 och Göteborgs handelsinstitut 1878. Han var anställd i Borås enskilda bank 1882, verkställande direktör och ordförande i styrelsen 1898–1911. Hedenlund var verkställande direktör i Nordiska Kreditbanken i Stockholm 1911 till 1917 samt direktör vid Skandinaviska Kreditaktiebolagets huvudkontor i Stockholm 1917 till 1931. År 1906 blev han riddare av Kungliga Vasaorden och 1914 riddare av Kungliga Nordstjärneorden.

### Riksdagsman
Hedenlund var ledamot av Sveriges riksdags första kammare 1907–1919, invald i Älvsborgs läns valkrets. Partipolitiskt anslöt han sig i riksdagen till Första kammarens protektionistiska parti, följde vid namnbytet 1910 med till Det förenade högerpartiet och var även med om partisammanslagningen med Första kammarens moderata parti 1912 då det nya partiet fick namnet Första kammarens nationella parti, vilket han tillhörde till 1919.

### Familj
Hedenlund gifte sig 1885 med Selma Bökman (1865–1955), dotter till handlanden Per Johan Bökman och Selma Augusta Lindberg. Axel Hedelund och Selma Bökman fick sex barn:
- Selma Margareta, född 1886
- Rolf Axel Andreas, född 1888
- Per Åke, född 1890
- Eva Wilhelmina, född 1893
- Björn Anders, född 1896
- Ella Andrea, född 1898